# Coulston-Gletscher
Der Coulston-Gletscher ist ein kleiner Gletscher im ostantarktischen Viktorialand. In der Cartographers Range der Victory Mountains fließt er 16 km westlich des Bypass Hill in südöstlicher Richtung zum Trafalgar-Gletscher.
Der United States Geological Survey kartierte ihn anhand eigener Vermessungen und Luftaufnahmen der United States Navy aus den Jahren von 1960 bis 1964. Das Advisory Committee on Antarctic Names benannte ihn 1970 nach Peter W. Coulston, Flugzeugmechaniker der Flugstaffel VX-6 auf der McMurdo-Station im Jahr 1967.